# Droga wojewódzka 551
Die Droga wojewódzka 551 (DW 551) ist eine 67 Kilometer lange Droga wojewódzka (Woiwodschaftsstraße) in der polnischen Woiwodschaft Kujawien-Pommern, die Strzyżawa mit Wąbrzeźno verbindet. Die Strecke liegt im Powiat Bydgoski, im Powiat Chełmiński, im Powiat Toruński und im Powiat Wąbrzeski.

## Streckenverlauf
Woiwodschaft Kujawien-Pommern, Powiat Bydgoski
-  Strzyżawa (Striesau) (DK 80, DW 549)
-  Ostromecko (Ostrometzko) (DW 578)
- Nowy Dwór (Neuhof)
- Dąbrowa Chełmińska (Dombrowken)

Woiwodschaft Kujawien-Pommern, Powiat Chełmiński
- Raciniewo (Siegsruh)
-  Unisław (Unislaw) (DW 550, DW 576, DW 597)
- Grzybno (Griebenau)

Woiwodschaft Kujawien-Pommern, Powiat Toruński
-  Wybcz (DW 553)
- Nawra (Nawra)
-  Kończewice (Kunzendorf) (DK 91)
-  Chełmża (Kulmsee, Culmsee) (DW 589)
-  Pluskowęsy (Pluskowenz) (DW 649)
- Zelgno (Seglein)
- Dźwierzno (Seefelte, Zefeld, Schwirsen)

Woiwodschaft Kujawien-Pommern, Powiat Wąbrzeski
- Węgorzyn
-  Orzechowo (Groß Orsichau) (DW 654)
- Ryńsk (Rynsk)
- Nielub
-  Wąbrzeźno (Briesen) (DW 534, DW 548)